# Макаронезійська область
Макаронезі́йська о́бласть — область у флористичному районуванні в біогеографії.
Входить, як складова частина в давньосередземноморське підцарство. Ця область (Див. Макаронезія) включає ряд островів Атлантики, розташовані поблизу берегів Африки і південно-західного краю Європи: Азорські, Канарські, Зеленого Мису (Кабо-Верде), Мадейра та Селваженьш. Клімат області — тропічний і субекваторіальний. Флора цієї області характеризується не більшим числом ендемічних родів (30), але тут дуже багато ендемічних видів (650). Особливо характерні для цієї області вічнозелені лаврові ліси з канарського лавра, які, як показують дані палеоботаніки, близькі до міоценових і пліоценових лісів Європи. Інші широко поширені породи — падуб канарський, фінік канарський (Phoenix canarensis).